# Burt McKinnie
Burt McKinnie Plumb (17 de enero de 1879 - 22 de noviembre de 1946) fue un jugador de golf estadounidense que compitió en los Juegos Olímpicos de San Luis 1904.
En 1904 formó parte del equipo estadounidense que ganó la medalla de plata. Terminó 17 º en esta competición.
En la competición individual que terminó 11 º en la clasificación y ganó la medalla de bronce tras perder en las semifinales.